# Ozyptila chandosiensis
Ozyptila chandosiensis là một loài nhện trong họ Thomisidae.
Loài này thuộc chi Ozyptila. Ozyptila chandosiensis được Benoy Krishna Tikader miêu tả năm 1980.